# Heptathela australis
Heptathela australis is een spinnensoort uit de familie Liphistiidae. De soort komt voor in Vietnam.